# Hersey Hawkins
Hersey Hawkins (Chicago, 26 september 1966) is een Amerikaans voormalig basketballer.

## Carrière
Hawkins speelde collegebasketbal voor de Bradley Braves waar hij vier jaar speelde van 1984 tot 1988. Hij speelde alle 125 wedstrijden van de Braves in die vier seizoenen en scoorde een totaal van 3008 punten. Daarmee was hij de toenmalige nummer vier in het collegebasketbal in de geschiedenis. In 1988 nam hij deel aan de Olympische Spelen als deel van het laatste team dat bestond uit collegespelers. De Amerikaans ploeg werd tijdens de Olympische Spelen in Seoul derde en Hawkins geraakte geblesseerd. Tijdens de NBA draft van 1988 werd hij als zesde gekozen door de Los Angeles Clippers. Hij werd meteen geruild samen met een draft pick naar de Philadelphia 76ers voor Olympisch ploeggenoot Charles Smith.
Bij de 76ers werd hij de tweede beste schutter achter Charles Barkley. Hij werd verkozen tot de NBA All-Rookie First Team aan het eind van het seizoen. In 1991 werd hij geselecteerd voor de All-Star game, het zou bij deze ene deelname blijven. In 1993 werd hij geruild naar de Charlotte Hornets voor Dana Barros, Greg Graham, Sidney Green en een draft pick. Hij speelde twee seizoenen voor de Hornets en speelde alle wedstrijden als starter. Na twee seizoenen bij de Hornets werd hij geruild naar de Seattle SuperSonics samen met David Wingate voor Kendall Gill. Bij Seattle speelde hij drie seizoenen in de basis en het vierde seizoen speelde hij maar half. In 1996 bereikte hij met de SuperSonics de NBA finale maar verloren van de Chicago Bulls met 4-2. Hij won dat jaar wel de NBA Sportsmanship Award.
In 1999 werd hij samen met James Cotton geruild naar de Chicago Bulls voor Brent Barry. Hij speelde een seizoen voor de Bulls, maar zijn contract werd in september 2000 ontbonden. Hij tekende twee dagen later een contract bij de Charlotte Hornets waar hij nog een laatste seizoen speelde.
Na zijn spelerscarrière werd hij assistent-coach bij een High School en sinds 2009 is hij aan de slag bij de Portland Trail Blazers. In 2021 werd hij ingehuldigd in de College Basketball Hall of Fame.

## Privéleven
Zijn zoon Corey Hawkins werd ook een profbasketballer en basketbalcoach. Zijn twee andere zoons Brandon en Devon speelde allebei collegebasketbal maar werden geen prof.

## Erelijst
- Olympische Spelen: 1988
- NBA All-Rookie First Team: 1989
- NBA All-Star: 1991
- NBA Sportsmanship Award: 1999
- Nummer 33 teruggetrokken door de Bradley Braves
- Missouri Valley Conference Hall of Fame: 1997
- Bradley Athletics Hall of Fame: 2003
- The Greater Peoria Sports Hall of Fame: 2005
- College Basketball Hall of Fame: 2021

## Statistieken

### Regulier seizoen
| Seizoen  | Team                | WG  | WS  | MPW  | 2P%  | 3P%  | FW%  | RPW | APW | SPW | BPW | PPW  |
| -------- | ------------------- | --- | --- | ---- | ---- | ---- | ---- | --- | --- | --- | --- | ---- |
| 1988/89  | Philadelphia 76ers  | 79  | 79  | 32,6 | 45,5 | 42,8 | 83,1 | 2,8 | 3,0 | 1,5 | 0,5 | 15,1 |
| 1989/90  | Philadelphia 76ers  | 82  | 82  | 34,8 | 46,0 | 42,0 | 88,8 | 3,7 | 3,2 | 1,6 | 0,3 | 18,5 |
| 1990/91  | Philadelphia 76ers  | 80  | 80  | 38,9 | 47,2 | 40,0 | 87,1 | 3,9 | 3,7 | 2,2 | 0,5 | 22,1 |
| 1991/92  | Philadelphia 76ers  | 81  | 81  | 37,2 | 46,2 | 39,7 | 87,4 | 3,3 | 3,1 | 1,9 | 0,5 | 19,0 |
| 1992/93  | Philadelphia 76ers  | 81  | 81  | 36,8 | 47,0 | 39,7 | 86,0 | 4,3 | 3,9 | 1,7 | 0,4 | 20,3 |
| 1993/94  | Charlotte Hornets   | 82  | 82  | 32,3 | 46,0 | 33,2 | 86,2 | 4,6 | 2,6 | 1,6 | 0,3 | 14,4 |
| 1994/95  | Charlotte Hornets   | 82  | 82  | 33,3 | 48,2 | 44,0 | 86,7 | 3,8 | 3,2 | 1,5 | 0,2 | 14,3 |
| 1995/96  | Seattle SuperSonics | 82  | 82  | 34,4 | 47,3 | 38,4 | 87,4 | 3,6 | 2,7 | 1,8 | 0,2 | 15,6 |
| 1996/97  | Seattle SuperSonics | 82  | 82  | 33,6 | 46,4 | 40,3 | 87,5 | 3,9 | 3,0 | 1,9 | 0,1 | 13,9 |
| 1997/98  | Seattle SuperSonics | 82  | 82  | 31,7 | 44,0 | 41,5 | 86,8 | 4,1 | 2,7 | 1,8 | 0,2 | 10,5 |
| 1998/99  | Seattle SuperSonics | 50  | 34  | 32,9 | 41,9 | 30,6 | 90,2 | 4,0 | 2,5 | 1,6 | 0,4 | 10,3 |
| 1999/00  | Chicago Bulls       | 61  | 49  | 26,6 | 42,4 | 39,0 | 89,9 | 2,9 | 2,2 | 1,2 | 0,2 | 7,9  |
| 2000/01  | Charlotte Hornets   | 59  | 0   | 11,5 | 40,9 | 37,0 | 85,7 | 1,4 | 1,2 | 0,6 | 0,2 | 3,1  |
| Carrière | Carrière            | 983 | 896 | 32,6 | 46,1 | 39,4 | 87,0 | 3,6 | 2,9 | 1,7 | 0,3 | 14,7 |
| All Star | All Star            | 1   | 0   | 14,0 | 60,0 | 0,0  | –    | 0,0 | 1,0 | 0,0 | 0,0 | 6,0  |

### Play-offs
| Seizoen  | Team                | WG | WS | MPW  | 2P%  | 3P%  | FW%   | RPW | APW | SPW | BPW | PPW  |
| -------- | ------------------- | -- | -- | ---- | ---- | ---- | ----- | --- | --- | --- | --- | ---- |
| 1988/89  | Philadelphia 76ers  | 3  | 3  | 24,0 | 12,5 | 0,0  | 100,0 | 1,7 | 1,3 | 1,0 | 0,3 | 2,7  |
| 1989/90  | Philadelphia 76ers  | 10 | 10 | 41,5 | 49,7 | 38,9 | 93,7  | 3,1 | 3,6 | 1,2 | 0,7 | 23,5 |
| 1990/91  | Philadelphia 76ers  | 8  | 8  | 41,1 | 46,5 | 53,8 | 93,7  | 5,8 | 3,4 | 2,5 | 1,3 | 20,9 |
| 1994/95  | Charlotte Hornets   | 4  | 4  | 32,5 | 40,6 | 30,8 | 88,2  | 5,3 | 2,0 | 1,5 | 0,5 | 11,3 |
| 1995/96  | Seattle SuperSonics | 21 | 21 | 34,0 | 45,2 | 34,4 | 89,5  | 3,0 | 2,2 | 1,3 | 0,2 | 12,3 |
| 1996/97  | Seattle SuperSonics | 12 | 12 | 40,3 | 47,0 | 45,8 | 91,4  | 4,5 | 2,8 | 2,5 | 0,3 | 15,3 |
| 1997/98  | Seattle SuperSonics | 10 | 10 | 33,7 | 46,6 | 39,5 | 87,5  | 5,7 | 3,6 | 1,8 | 0,1 | 13,4 |
| 2000/01  | Charlotte Hornets   | 6  | 0  | 8,3  | 37,5 | 25,0 | 71,4  | 1,5 | 0,7 | 0,5 | 0,0 | 2,0  |
| Carrière | Carrière            | 74 | 68 | 34,2 | 45,5 | 39,6 | 90,7  | 3,9 | 2,6 | 1,6 | 0,4 | 14,1 |